# Kaluđerovo (Bela Crkva)
Kaluđerovo (srbsky Калуђерово, maďarsky Szőlőshegy) je vesnice nacházející se v severovýchodní části Srbska, administrativně spadající pod opštinu (obec) Bela Crkva v autonomní oblasti Vojvodina, v regionu Banátu. V roce 2011 zde žilo 94 obyvatel, počet obyvatel vsi od roku 1961 razantně klesá Obyvatelstvo je v drtivé většině srbské národnosti. Národnostně homogenní osídlení je zde i přes skutečnost, že se vesnice nachází téměř na rumunské hranici a nedaleko českých vesnic v Banátu (např. Češko Selo).
První písemná zmínka o vesnici pochází z roku 1421 pod názvem Kalugera. V roce 1721 zde byla v souvislosti s dosidlováním dolních Uher vytvořena německá kolonie a přistěhovali se sem obyvatelé z této země. V německých zdrojích je uváděn název Rebenberg.